# Touvre (Fluss)
Die Touvre [tuvʁ] ist ein Fluss  in Frankreich, der im Département Charente in der Region Nouvelle-Aquitaine verläuft. Sie entspringt in der Gemeinde Touvre aus einer Vielzahl von Quelltöpfen und mündet im Gemeindegebiet von Gond-Pontouvre in die Charente.

## Geographie

### Sources de la Touvre

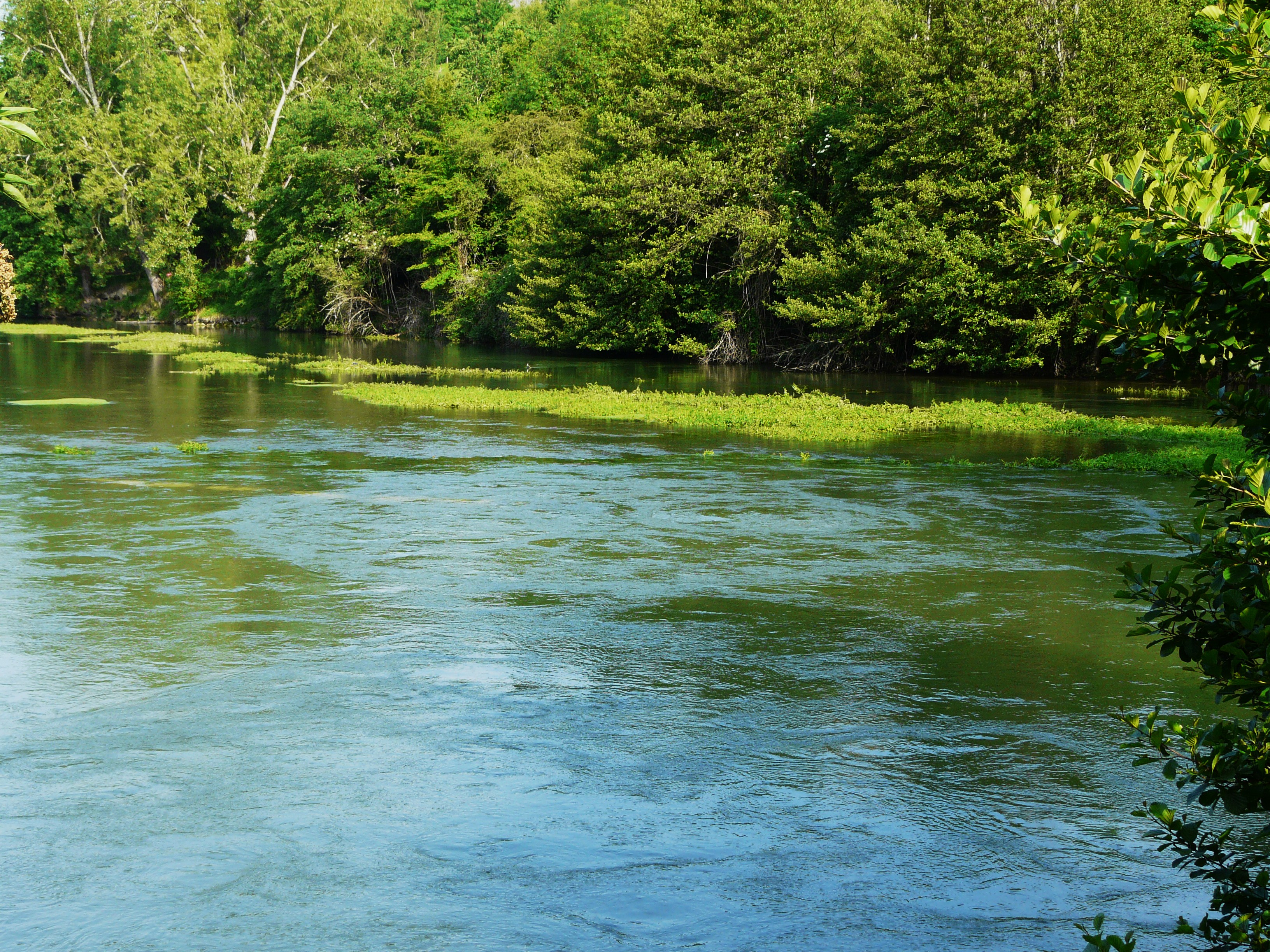
Der Bouillant, eine der Quellen der Touvre

Die Sources de la Touvre (dt. Quellen der Touvre) liegen am Rande des Karstgebietes von La Rochefoucauld. Dort sind überall Grotten und unterirdische Höhlen vorhanden, die das Wasser ableiten und ganze Flüsse zum Verschwinden bringen. Beim Ort Touvre gelangt dieses Wasser in mehreren starken Karstquellen wieder an die Oberfläche und bildet so den Fluss Touvre.
Die Gesamtschüttung aller Quellen beträgt durchschnittlich 13.070 l/s, variiert aber zwischen 7000 und 17.600 l/s. Zusammen bilden sie nach der Fontaine de Vaucluse die zweitstärkste Quelle Frankreichs. Die Einzelquellen tragen die Namen Bouillant, Dormant, Font de Lussac und Lèche. Der Bouillant ist 15 Meter tief und sein Wasser wird zur Trinkwasserversorgung genutzt. Der Dormant hat eine Tiefe von etwa 25 Metern. In den Quellbereich der etwas abseits liegenden Lèche fließt der ungefähr 17 km lange Bach Échelle ein.
Untersuchungen haben ergeben, dass der Großteil der dort austretenden Wassermengen von den Flüssen Tardoire und Bandiat stammt, die nur bei hohem Wasserstand ihren normalen Verlauf nehmen und ansonsten für den Betrachter im Nichts enden. Auch der Fluss Bellonne hat einen unterirdischen Zulauf zum Quellbereich der Touvre.

### Verlauf

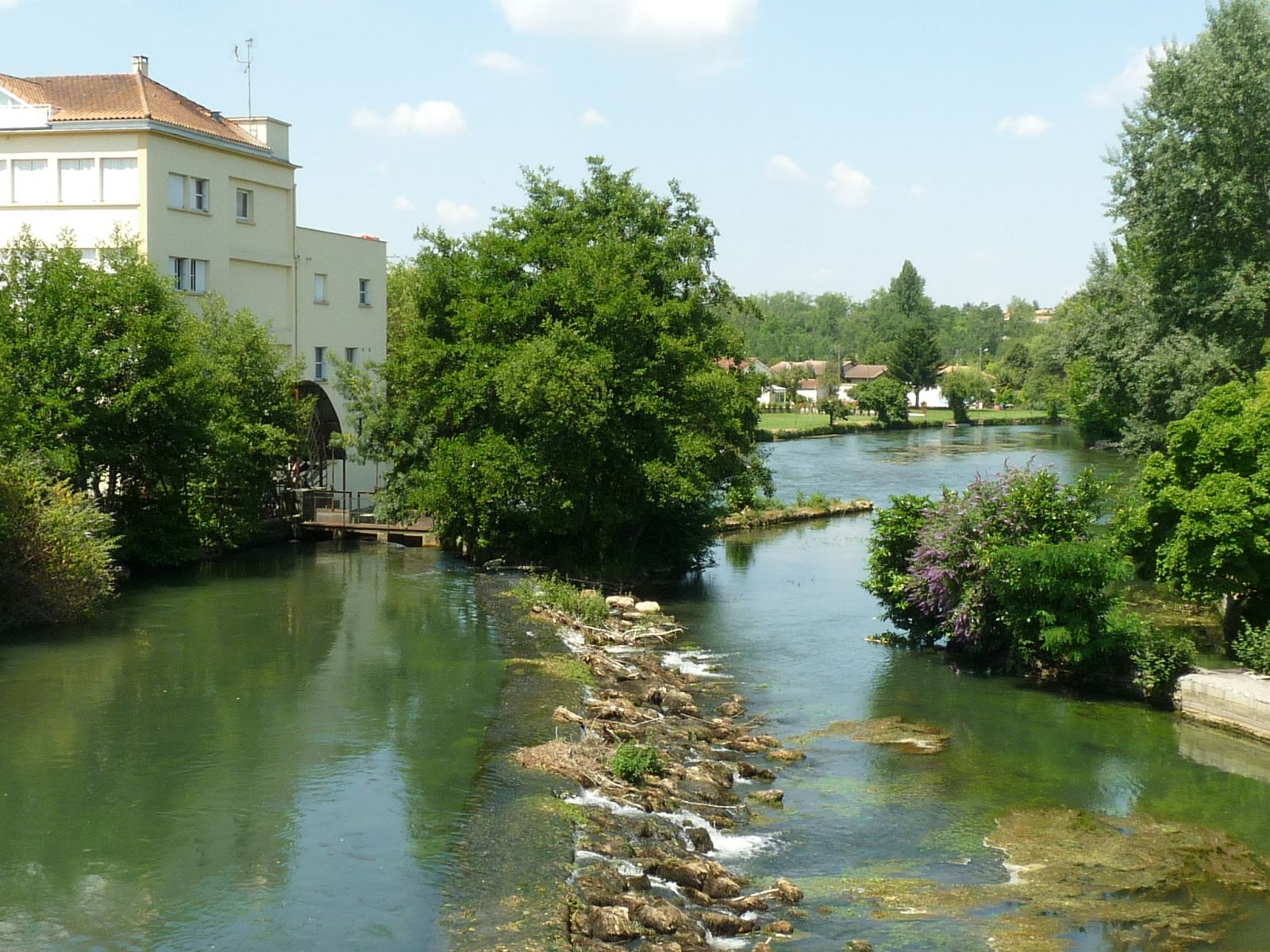
Die Touvre in Gond-Pontouvre

Die Touvre entwässert generell in westlicher Richtung und mündet nach rund 12 Kilometern im Gemeindegebiet von Gond-Pontouvre, direkt neben Angoulême, als linker Nebenfluss in die Charente.

### Zuflüsse
- Échelle (links)
- Ruisseau de Bellevue (links)
- Ruisseau de Viville (rechts)
- Ruisseau de la Font-Noire (links)
- Ruisseau de Lunesse (links)

### Orte am Fluss
- Touvre
- Magnac-sur-Touvre
- Ruelle-sur-Touvre
- Gond-Pontouvre
- Angoulême